# 孙庆瑞
孙庆瑞（1938年—1981年），男，山东蓬莱人，中国跳伞运动员，运动健将，曾两次获得体育运动荣誉奖章。